# Benjamin Boe Rasmussen
Benjamin Boe Rasmussen (født 30. september 1966 på Frederiksberg) er en dansk skuespiller. Han er uddannet fra skuespillerskolen ved Odense Teater i 1996. Han er gift med skuespillerinden Ditte Hansen.
I 2004 spillede han rollen som Quasimodo i musicalen Klokkeren fra Notre Dame, der er skrevet af Sebastian. Han var med i skuespillet Midt om natten i 2006 hvor han spillede Arnold. Han har ellers spillet på stort set alle scener i københavn og også på de store scener i Aalborg, Odense og Aarhus. I 2000 var han med i Tom Waits og Robert Wilsons opsætning af Woyzzeck på Betty Nansen-teatret som turnerede rundt i verden i 3 år.
Siden den 28. maj 2018 har han været formand for Dansk Skuespillerforbund.

## Udvalgt filmografi
- Når mor kommer hjem (1998)
- Bænken (2000)
- Små ulykker (2002)
- Okay (2002)
- Nordkraft (2005)
- Den Rette Ånd (2005)
- Dommeren (2005)
- Flammen og Citronen (2008)
- En enkelt til Korsør (2008)
- Far til fire - på hjemmebane (2008)
- Alting bliver godt igen (2010)
- Smukke mennesker (2010)
- Fortidens skygge - Den som dræber (2012)
- Kartellet (2014)
- Når dyrene drømmer (2014)
- En chance til (2015)
- En, tro, tre - nu! (2016)
- De forbandede år (2020)
- Ingen kender dagen (2022)

### Tv-serier
- Skjulte spor (2003)
- Rejseholdet (2000-2003)
- Forsvar (2003)
- Ørnen (2004-2006)
- Nynne (2006)
- Anna Pihl (2006-2007)
- Nynne (2006)
- Forbrydelsen (2007)
- Store Drømme (2009)
- Lærkevej (2009-2010)
- Livvagterne (2009-2010)
- Ditte & Louise (2015)
- Bedrag (2016-2019)
- Advokaten (2018-2020)
- Dansegarderoben (2023)